# لورين فيليز
لورين فيليز (بالإنجليزية: Loraine Vélez)‏ هي ممثلة أمريكية، ولدت في 2 نوفمبر 1964 في بروكلين في الولايات المتحدة.

## وصلات خارجية
- لورين فيليز على موقع IMDb (الإنجليزية)
- لورين فيليز على موقع قاعدة بيانات برودواي على الإنترنت (الإنجليزية)
- لورين فيليز على موقع قاعدة بيانات الفيلم (الإنجليزية)